# Fondförsäkring
Fondförsäkring är en form av livförsäkring (pensionsförsäkring). Den skiljer sig från traditionell försäkring på så vis att placeringsrisken i fondförsäkringen bärs av försäkringstagaren. I Sverige har fondförsäkringar funnits sedan slutet på 1980-talet, när den tidigare reglerade försäkringsmarknaden började luckras upp.
I en fondförsäkring placeras försäkringstagarens kapital i en eller flera fonder.
Försäkringkapitalets värde beskattas varje år under hela försäkringstiden med en schablonberäknad avkastningsskatt (15 procent av föregående års statslåneränta).
Utbetalningarna sker tidigast från det år spararen fyller 55 år med periodiska utbetalningar i minst fem år. Utbetalningarna beskattas som inkomst av tjänst.